# José Luis Azuaje Ayala
José Luis Azuaje Ayala (ur. 6 grudnia 1957 w Valera) – wenezuelski duchowny katolicki, arcybiskup Maracaibo od 2018.

## Życiorys
5 maja 1984 otrzymał święcenia kapłańskie i został inkardynowany do diecezji Trujillo. Był m.in. dyrektorem sekretariatu kurialnego ds. duszpasterstwa społecznego oraz wikariuszem biskupim ds. duszpasterskich.
18 marca 1999 papież Jan Paweł II mianował go biskupem pomocniczym archidiecezji Barquisimeto, ze stolicą tytularną Italica. Sakry biskupiej udzielił mu 29 maja 1999 biskup Vicente Ramón Hernández Peña. W latach 2001-2006 był sekretarzem generalnym  Konferencji Episkopatu Wenezueli.
15 lipca 2006 został mianowany biskupem diecezji El Vigia-San Carlos del Zulia. Ingres odbył 23 września 2006.
30 sierpnia 2013 papież Franciszek mianował go biskupem Barinas.
24 maja 2018 został mianowany arcybiskupem metropolitą Maracaibo.
Od 22 września 2009 jest członkiem Kongregacji Nauki Wiary.
W latach 2012–2018 był pierwszym wiceprzewodniczącym Konferencji Episkopatu Wenezueli, w latach 2018-2022 był jej przewodniczącym; od lutego 2025 ponownie pierwszy wiceprzewodniczący. W maju 2023 został wybrany na pierwszego wiceprzewodniczącego Rady Biskupów Ameryki Łacińskiej (CELAM).